# Mitlán
Mitlán är en ort i Mexiko.   Den ligger i kommunen Tequila och delstaten Jalisco, i den centrala delen av landet, 500 km väster om huvudstaden Mexico City. Mitlán ligger 1 477 meter över havet och antalet invånare är 154.
Terrängen runt Mitlán är kuperad norrut, men söderut är den bergig. Runt Mitlán är det ganska glesbefolkat, med 23 invånare per kvadratkilometer. Närmaste större samhälle är Tequila, 13,9 km sydväst om Mitlán. I omgivningarna runt Mitlán växer huvudsakligen savannskog.